# Nocny patrol
Nocny patrol je třetí studiové album polské rockové skupiny Maanam z roku 1983. Album bylo nahráno v létě roku 1983 a vyšlo nejprve jako magnetofonová kazeta v listopadu 1983 u firmy Jako. Vinylová LP deska vyšla v dubnu 1984 v nakladatelství Polton.

## Seznam skladeb
| Strana 1 | Strana 1          | Strana 1                                                               | Strana 1       | Strana 1 |
| Pořadí   | Název             | Hudba                                                                  | Text           | Délka    |
| -------- | ----------------- | ---------------------------------------------------------------------- | -------------- | -------- |
| 1.       | Nocny patrol      | Marek Jackowski                                                        | Olga Jackowska | 4:47     |
| 2.       | Jestem kobietą    | Marek Jackowski                                                        | Olga Jackowska | 3:45     |
| 3.       | To tylko tango    | Marek Jackowski, Ryszard Olesiński                                     | Olga Jackowska | 2:25     |
| 4.       | French is Strange | Marek Jackowski                                                        | Olga Jackowska | 3:02     |
| 5.       | Polskie ulice     | Marek Jackowski, Ryszard Olesiński, Bogdan Kowalewski, Paweł Markowski |                | 3:59     |

| Strana 2 | Strana 2              | Strana 2                                                               | Strana 2       | Strana 2 |
| Pořadí   | Název                 | Hudba                                                                  | Text           | Délka    |
| -------- | --------------------- | ---------------------------------------------------------------------- | -------------- | -------- |
| 1.       | Eksplozja             | Marek Jackowski                                                        | Olga Jackowska | 5:06     |
| 2.       | Zdrada                | Marek Jackowski                                                        | Olga Jackowska | 3:13     |
| 3.       | Raz-dwa-raz-dwa       | Marek Jackowski, Ryszard Olesiński                                     | Olga Jackowska | 1:55     |
| 4.       | Krakowski spleen      | Marek Jackowski                                                        | Olga Jackowska | 4:30     |
| 5.       | Miłość jest jak opium | Marek Jackowski, Ryszard Olesiński, Bogdan Kowalewski, Paweł Markowski | Olga Jackowska | 4:20     |

## Obsazení
- Olga Jackowska (Kora) – zpěv
- Marek Jackowski – kytara
- Ryszard Olesiński – kytara
- Bogdan Kowalewski – basová kytara
- Paweł Markowski – bicí

### Hosté
- Mieczysław Decowski – vibrafon
- Wiesław Dziedziński – akordeon
- Janusz Grzywacz – klávesy
- Andrzej Olejniczak – saxofon, akordeon
- José Torres – bicí